# Euphorbia suzannae-marnierae
Euphorbia suzannae-marnierae är en törelväxtart som beskrevs av Werner Rauh och Petignat. Euphorbia suzannae-marnierae ingår i släktet törlar, och familjen törelväxter. Inga underarter finns listade i Catalogue of Life.